# 2023년 팬아메리칸 게임
2023년 팬아메리칸 게임은 2023년 10월 20일부터 11월 5일까지 칠레의 산티아고에서 열린 19번째 팬아메리칸 게임이다.

## 참가국
| - 가이아나 - 과테말라 - 그레나다 - 니카라과 - 도미니카 공화국 - 도미니카 연방 - 멕시코 - 미국 - 미국령 버진아일랜드 - 바베이도스 - 바하마 | - 버뮤다 - 베네수엘라 - 벨리즈 - 볼리비아 - 브라질 - 세인트루시아 - 세인트빈센트 그레나딘 - 세인트키츠 네비스 - 수리남 - 아루바 - 아르헨티나 | - 아이티 - 앤티가 바부다 - 에콰도르 - 엘살바도르 - 영국령 버진아일랜드 - 온두라스 - 우루과이 - 자메이카 - 칠레 (개최국) - 캐나다 - 케이맨 제도 | - 코스타리카 - 콜롬비아 - 쿠바 - 트리니다드 토바고 - 파나마 - 파라과이 - 페루 - 푸에르토리코 |

## 종목
- 궁술
- 육상 경기
- 배드민턴
- 야구
- 농구
- BMX
- 비치발리볼
- 볼링
- 권투
- 카누 경기
- 카누 스프린트
- 다이빙
- 승마술
- 펜싱
- 축구
- 기계 체조
- 트램펄린
- 골프
- 핸드볼
- 오픈 워터 스위밍
- 근대5종 경기
- 사이클 트랙
- 7인제 럭비
- 세일링
- 소프트볼
- 스쿼시
- 수영
- 아티스틱스위밍
- 태권도
- 테니스
- 도로 자전거 경기
- 배구
- 수구
- 역도
- 레슬링
- 레슬링 자유형
- 레슬링 그레코 로마